# Micromorphus amurensis
Micromorphus amurensis är en tvåvingeart som beskrevs av Negrobov 2000. Micromorphus amurensis ingår i släktet Micromorphus och familjen styltflugor. Inga underarter finns listade i Catalogue of Life.